# Kamptotekin
Kamptotekin (CPT) je citotoksični kinolinski alkaloid koji inhibira enzim DNK topoizomeraza I. Kemijski spoj je otkriven 1966., a otkili su ga M. E. Wall i M. C. Wani tijekom sustavnog pretraživanja prirodnih spojeva za nove antineoplastične lijekove. Kamptotekin izoliran je debla i kore drveta lat. Camptotheca acuminata, koje je izvorno iz Kine. U pretkliničkim studijama kamptotekin je pokazo iznimnu antineoplastičku aktivnost, ali i slabu topljivost i teške nuspojave. To je navelo kemičare da sintetiziraju brojne derivate ovoga spoja, što je dovelo do nastanka topotekana i irinotekan, dva derivata koji se koriste u liječenju malignih bolesti.